# 玛勒列

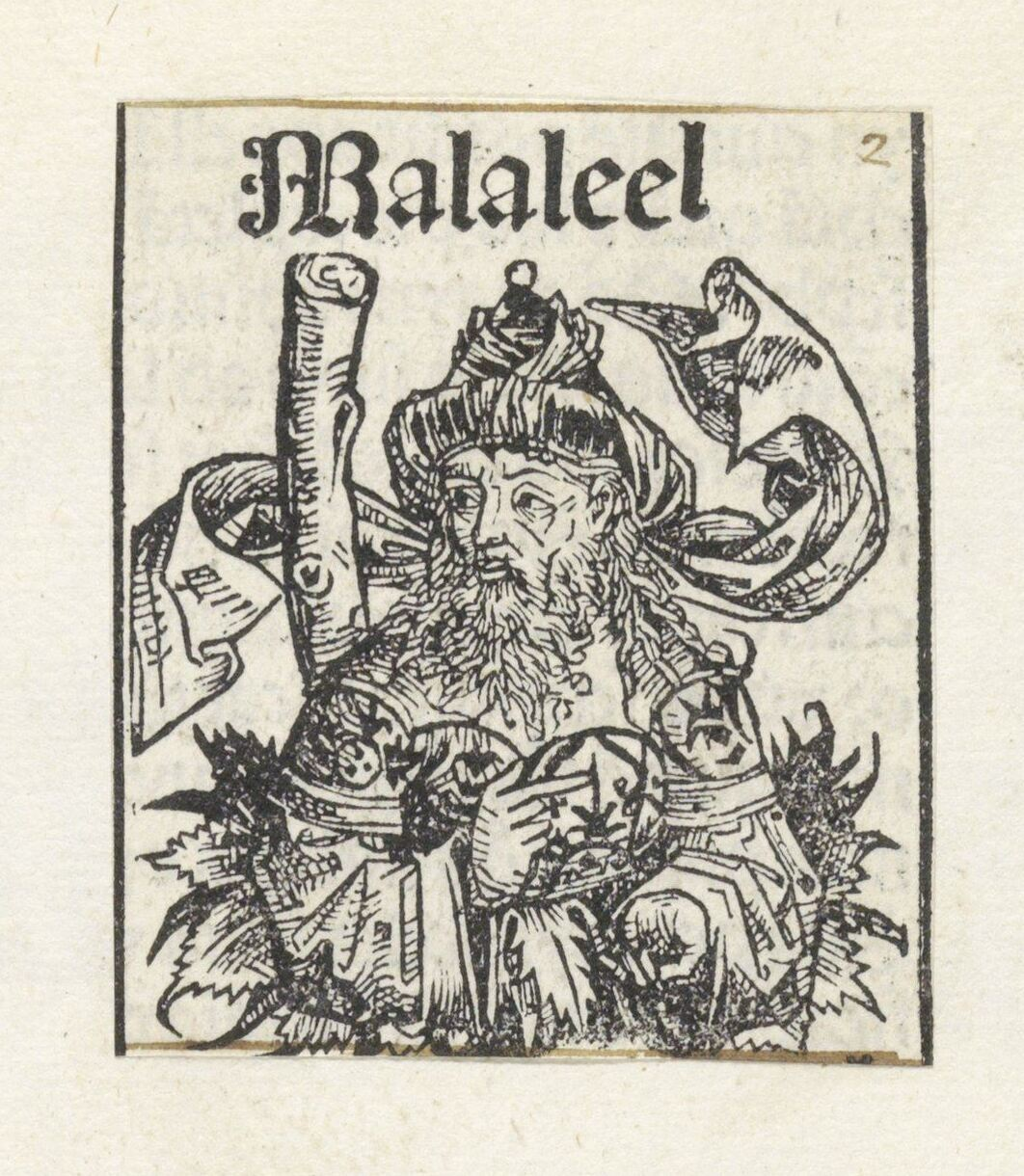
基督家谱的片段：玛勒列的画像

玛勒列（希伯来语: מהללאל，英语：Mahalalel ），天主教譯“玛拉肋耳”，是旧约圣经人名。他是塞特的重孙，以挪士的孙子，该南的儿子，在路加福音中他被列为耶稣肉身的先祖之一。他的寿命是895岁。根据圣经《创世纪》五章记载，‘玛勒列活到六十五岁，生了雅列。 玛勒列生雅列之后，又活了八百三十年，并且生儿养女。 玛勒列共活了八百九十五岁就死了。’。